# Patrizia Kummer
Patrizia Kummer (16 ottobre 1987) è una snowboarder svizzera, campionessa olimpica di slalom gigante parallelo ai Giochi di Soči 2014.

## Biografia
Specialista dello slalom parallelo e dello slalom gigante parallelo, ha esordito in Coppa del Mondo il 14 marzo 2003 nel gigante parallelo di Arosa, classificandosi al 44º posto. Quattro anni dopo ha ottenuto la sua prima vittoria di Coppa del Mondo. Ai Mondiali di Gangwon 2009 (Corea del Sud) ha conquistato la medaglia di bronzo nel gigante parallelo. In carriera ha vinto la Coppa del Mondo di snowboard 2012, tre Coppe del Mondo di parallelo consecutive (dal 2012 al 2014), due Coppe del Mondo di slalom parallelo e una Coppa del Mondo di slalom gigante parallelo.

## Palmarès

### Olimpiadi
- 1 medaglia
  - 1 oro (slalom gigante parallelo a Soči 2014)

### Mondiali
- 3 medaglie:
  - 2 argenti (slalom parallelo a Stoneham 2013, slalom gigante parallelo a Sierra Nevada 2017)
  - 1 bronzo (slalom gigante parallelo a Gangwon 2009)

### Coppa del Mondo
- Vincitrice della Coppa del Mondo di parallelo nel 2012, nel 2013 e nel 2014
- Vincitrice della Coppa del Mondo di slalom parallelo nel 2013 e nel 2014
- Vincitrice della Coppa del Mondo di slalom gigante parallelo nel 2014 e nel 2016
- 23 podi:
  - 15 vittorie
  - 5 secondi posti
  - 3 terzi posti

#### Coppa del Mondo - vittorie
| Data             | Luogo             | Paese    | Disciplina |
| ---------------- | ----------------- | -------- | ---------- |
| 11 dicembre 2010 | Limone Piemonte   | Italia   | PSL        |
| 22 dicembre 2011 | Carezza al Lago   | Italia   | PSL        |
| 13 gennaio 2012  | Jauerling         | Austria  | PSL        |
| 15 gennaio 2012  | Bad Gastein       | Austria  | PSL        |
| 3 marzo 2012     | Mosca             | Russia   | PSL        |
| 10 marzo 2011    | La Molina         | Spagna   | PGS        |
| 12 gennaio 2013  | Bad Gastein       | Austria  | PSL        |
| 13 dicembre 2013 | Carezza al Lago   | Italia   | PGS        |
| 10 gennaio 2014  | Bad Gastein       | Austria  | PSL        |
| 12 gennaio 2014  | Bad Gastein       | Austria  | PSL        |
| 1º febbraio 2014 | Sudelfeld         | Germania | PGS        |
| 19 dicembre 2015 | Cortina d'Ampezzo | Italia   | PSL        |
| 30 gennaio 2016  | Mosca             | Russia   | PSL        |
| 3 febbraio 2017  | Bansko            | Bulgaria | PGS        |
| 23 marzo 2019    | Winterberg        | Germania | PSL        |

Legenda:

PGS = Slalom gigante parallelo

PSL = Slalom parallelo

### Universiadi invernali
- 1 medaglia:
  - 1 oro (slalom gigante parallelo a Granada 2015)